# Сахариев, Баламер
Баламер Сахариев (6 ноября 1929—1979) — казахский литературовед, переводчик.
Родился в Катон-Карагайском районе Восточно-Казахстанской области. Академическая «История казахской литературы» называет Сахариева среди «новой волны молодых литературоведов», пришедших в литературу в 1950-е гг. Сахариев писал эссе на произведения Мухтара Ауэзова, Сабита Муканова, Габидена Мустафина. Сахариев переводил на казахский язык педагогические труды Н. К. Крупской, повести зарубежных писателей, опубликовал монографию «Дыхание времени» (каз. «Уақыт тынысы»). В 1981 году именем Сахариева названа улица в Медеуском районе Алматы.